# Пускай мёртвые лежат в могилах
«Пускай мёртвые лежат в могилах» (итал. Non si deve profanare il sonno dei morti) — итало-испанский фильм ужасов 1974 года режиссёра Хорхе Грау. Премьера фильма состоялась 28 ноября 1974 года.

## Сюжет
Девушка Эдна направляется проведать свою сестру в небольшую деревню где-то в английской глуши. По дороге Эдна случайно сбивает мотоциклиста Джорджа и, в качестве компенсации, берётся подвезти Джорджа до места его назначения. Однако сперва Эдна уговаривает своего попутчика заехать к её сестре. Заблудившись в английской глуши Эдна и Джордж направляются выяснить у кого-нибудь правильный путь к деревне. В это время они сталкиваются со странными обстоятельствами: Джордж натыкается на некую экспериментальную ферму, в которой учёные проводят опыты на насекомых с помощью своей новой разработки, точнее некоего оборудования, которое испускает волновые лучи-сигналы, которые, в свою очередь, убивают насекомых. А в это время на Эдну, находящуюся возле автомобиля, нападает зомби.
Придя к Эдне Джордж не поверил случившемуся и Джордж вместе с Эдной направились к дому сестры. В это время зомби, покушавшийся на Эдну, уже проник в дом сестры и убил её мужа. Вскоре на место происшествия нагрянула полиция и выяснила, что сестра Эдны употребляла наркотики и часто ругалась с мужем. Подозрения в убийстве падают именно на неё. Прибывшись Джорджа и Эдну полиция попросила остаться в деревне до выяснения необходимых обстоятельств. А по всей округе в это время начинают пробуждаться мертвецы и охотиться за живыми людьми, и всему виной тот самый злополучный аппарат учёных, который не только уничтожает насекомых, но заставляет мёртвых вставать из могил.

## Названия
Фильм имеет множество прокатных названий, среди которых Живой мертвец в манчестерском морге (Великобритания), No profanar el sueco de los muertos (Испания), Don’t Open the Window (США), Завтрак в Манчестерском морге (Breakfast at the Manchester Morgue) и Не трогай спящие трупы (Let Sleeping Corpses Lie).

## В ролях
- Кристина Гальбо — Эдна
- Рэй Лавлок — Джордж
- Артур Кеннеди — инспектор полиции

## В культуре
Английская дум-метал группа Electric Wizard взяла сцену из фильма в качестве вступления к своей песне "Wizard In Black" с их второго студийного альбома "Come My Fanatics..."

## Художественные особенности
В отличие от клишированных канонов, исходя из которых зомби убиваются выстрелом в голову, в данном фильме последних можно уничтожить только огнём.